# Lazy Sunday
Lazy Sunday är en låt lanserad av Small Faces 1968. Låten skrevs av Steve Marriott och Ronnie Lane. Den blev en av gruppens framgångsrikaste singlar och togs med på albumet Ogden's Nut Gone Flake där den på LP-versionerna avslutade skivsida A. Låten handlar om grannfejder.
Låten sjungs med kraftig cockney-dialekt av Marriott sedan han pikats av The Hollies för att aldrig sjunga med sin egen accent. Musikaliskt är låten music hall-inspirerad, men ljudbilden är också lätt psykedelisk i vissa delar av låten. Gruppen ville egentligen inte att låten skulle släppas som singel då de fann den alltför lättviktig, men skivbolaget Immediate tyckte annorlunda.
Den brittiska gruppen The Libertines spelade 2003 in en version av låten till filmen Blackball.
Lazy Sunday har även varit med i filmerna Gangster No. 1 (2000), Stoned (2006), och The Boat That Rocked (2009).

## Listplaceringar
| Lista (1968)   | Position        |
| -------------- | --------------- |
| Australien     | 4 (Go Set)      |
| Danmark        | 5 (DR "Top 20") |
| Flandern       | 6               |
| Frankrike      | 83              |
| Irland         | 5               |
| Kanada         | 42 (RPM)        |
| Nederländerna  | 1               |
| Norge          | 7 (VG-lista)    |
| Nya Zeeland    | 1 (NZ Listner)  |
| Schweiz        | 2               |
| Storbritannien | 2               |
| Vallonien      | 34              |
| Västtyskland   | 2               |
| Österrike      | 1               |